# Autostradale
Autostradale è una società a responsabilità limitata con sede a Milano che opera nel settore dei trasporti pubblici principalmente in Lombardia. 
La società Autostradale nasce nel 1924, tra le prime aziende di trasporto passeggeri in Italia. Svolge servizi di trasporto di media e lunga percorrenza sfruttando prevalentemente la rete autostradale. Offre inoltre collegamenti con l'Aeroporto di Milano-Malpensa e l'Aeroporto di Bergamo-Orio al Serio.